# Vuelo espacial orbital

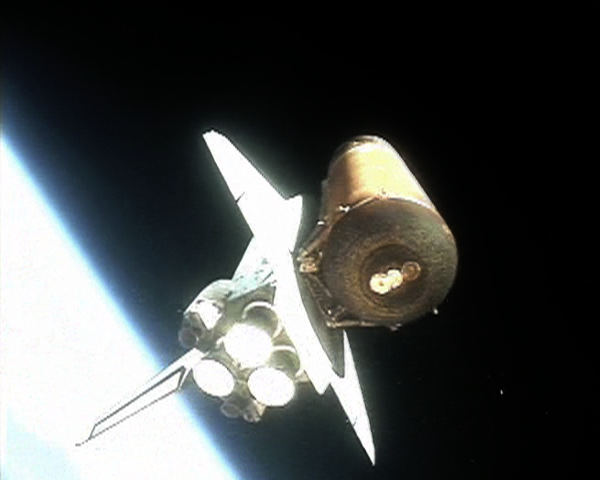
Transbordador espacial Discovery propulsado por cohetes para llegar a la velocidad orbital, que se ve aquí justo después de la separación del propulsor

Un vuelo espacial orbital (o vuelo orbital) es un vuelo espacial en el que una nave espacial se coloca sobre una trayectoria donde podría permanecer en el espacio para al menos una órbita. Para hacer esto alrededor de la Tierra, debe estar en una trayectoria libre que tiene una altitud en el perigeo (altitud en el acercamiento más cercano) sobre 100 kilómetros (62 millas); Esto es, por lo menos en convención, el límite del espacio. Para permanecer en órbita a esta altitud se requiere una velocidad orbital de ~7,8 km/s. La velocidad orbital es más lenta para las órbitas más altas, pero lograrlas requiere mayor velocidad.
La expresión «vuelo espacial orbital» se usa principalmente para distinguir de los vuelos espaciales suborbitales, que son vuelos donde el apogeo de una nave espacial alcanza el espacio, pero no alcanza velocidad para entrar en órbita.

## Lanzamiento orbital
| Vuelo espacial humano orbital |       |              |
| Nombre                        | Debut | Lanzamientos |
| Vostok                        | 1961  | 6            |
| Mercury                       | 1962  | 4            |
| Voskhod                       | 1964  | 2            |
| Gemini                        | 1965  | 10           |
| Soyuz                         | 1967  | 147          |
| Apollo                        | 1968  | 21           |
| Shuttle                       | 1981  | 135          |
| Shenzhou                      | 2003  | 13           |
| Crew Dragon                   | 2019  | 6            |

Los vuelos espaciales orbitales de la Tierra sólo han sido logrados por vehículos de lanzamiento que utilizan motores de cohetes para la propulsión. Para alcanzar la órbita, el cohete debe impartir a la carga útil un delta-v de aproximadamente 9.3-10 km/s. Esta cifra es principalmente (~ 7,8 km/s) para la aceleración horizontal necesaria para alcanzar la velocidad orbital, pero permite el arrastre atmosférico (aproximadamente 300 m/s con el coeficiente balístico de un vehículo denso de 20 m de longitud) Tiempo de quemado y detalles de la trayectoria y vehículo de lanzamiento), y ganando altura.
La principal técnica probada consiste en lanzar casi verticalmente durante unos cuantos kilómetros mientras realiza un giro de gravedad y luego aplanar progresivamente la trayectoria a una altitud de 170+ km y acelerar en una trayectoria horizontal (con el cohete inclinado hacia arriba para combatir la gravedad y mantener la altitud ) Durante una quemadura de 5-8 minutos hasta que se alcance la velocidad orbital. Actualmente, se necesitan 2 a 4 etapas para lograr el delta-v requerido. La mayoría de los lanzamientos son por sistemas de lanzamiento desechables.
El cohete Pegasus para pequeños satélites en cambio se lanza desde un avión a una altitud de 12 km.
Ha habido muchos métodos propuestos para lograr vuelos espaciales orbitales que tienen el potencial de ser mucho más asequibles que los cohetes. Algunas de estas ideas, como el ascensor espacial, y rotovator, requieren nuevos materiales mucho más fuertes que cualquier conocido actualmente. Otras ideas propuestas incluyen aceleradores de tierra tales como bucles de lanzamiento, aviones / aviones espaciales asistidos por cohetes, tales como Reaction Engines Skylon, aviones espaciales con motor scramjet y aviones espaciales alimentados con RBCC. Lanzamiento de armas ha sido propuesto para la carga.
A partir de 2015, SpaceX ha demostrado un progreso significativo en su enfoque más incremental para reducir el costo de los vuelos espaciales orbitales. Su potencial para la reducción de costes proviene principalmente de aterrizaje propulsor pionero con su etapa reutilizable del cohete del cohete así como su cápsula del dragón, pero también incluye la reutilización de los otros componentes tales como carenados de la carga útil y el uso de la impresión 3D de una superaleación para construir más eficiente Motores de cohetes, como su SuperDraco. Las etapas iniciales de estas mejoras podrían reducir el costo de un lanzamiento orbital en un orden de magnitud.

## Estabilidad

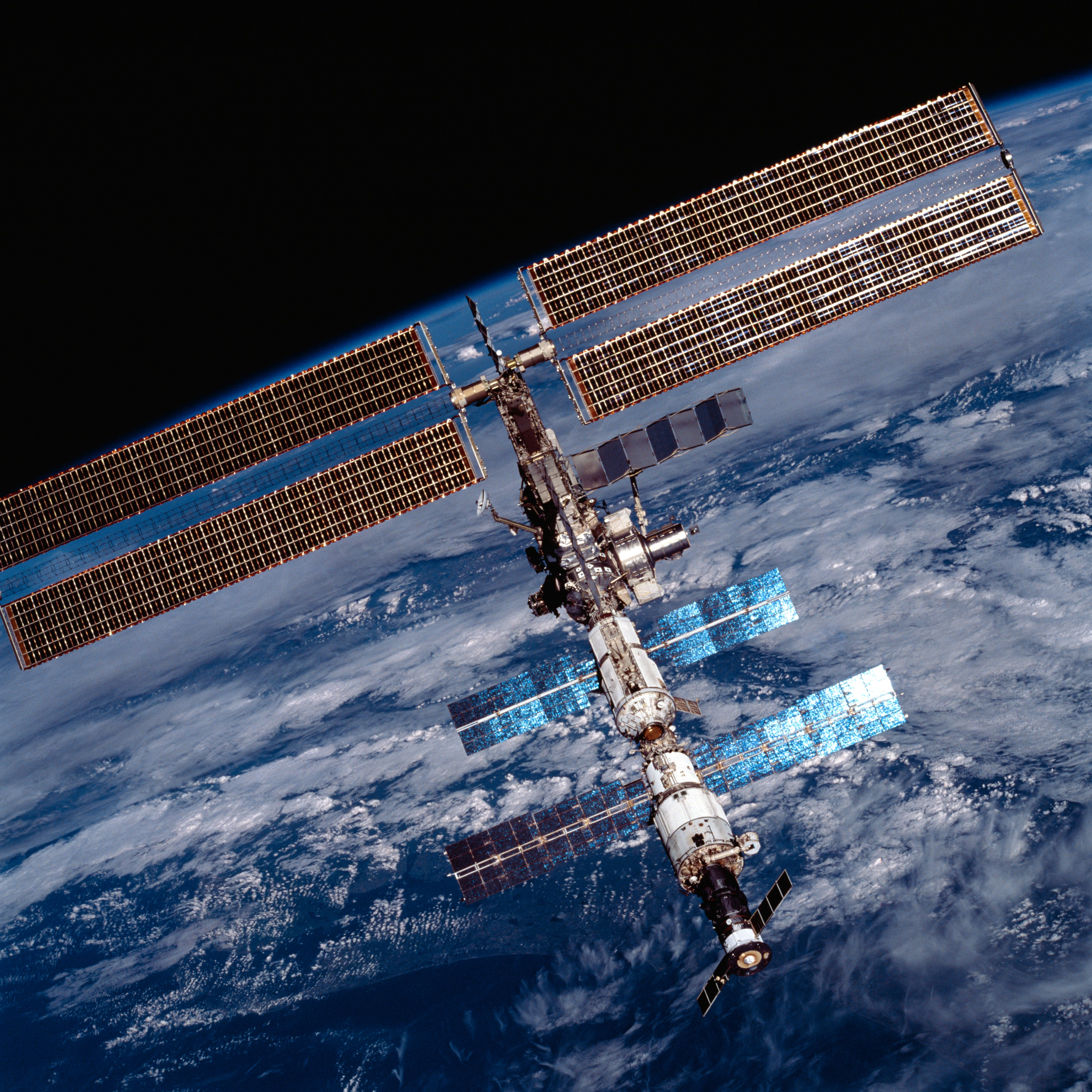
La Estación Espacial Internacional durante su construcción en órbita terrestre en 2001. Debe ser periódicamente re-impulsada para mantener su órbita

Un objeto en órbita a una altitud de menos de aproximadamente 200 km se considera inestable debido a la resistencia atmosférica. Para que un satélite esté en una órbita estable (es decir, sostenible por más de unos meses), 350 km es una altitud más estándar para la baja órbita terrestre. Por ejemplo, el 1 de febrero de 1958 el satélite Explorer 1 se lanzó en una órbita con un perigeo de 358 kilómetros (222 mi). Permaneció en órbita durante más de 12 años antes de su reentrada atmosférica sobre el Océano Pacífico el 31 de marzo de 1970.
Sin embargo, el comportamiento exacto de los objetos en órbita depende de la altitud, su coeficiente balístico y los detalles del tiempo espacial que pueden afectar la altura de la atmósfera superior.

## Órbitas
Hay tres bandas principales de órbita alrededor de la Tierra: órbita terrestre baja (LEO), órbita terrestre media (MEO) y órbita geoestacionaria (GEO).
Debido a las órbitas de la mecánica orbital están en un plano particular, en gran parte fijo alrededor de la Tierra, que coincide con el centro de la Tierra, y puede estar inclinado con respecto al ecuador. La Tierra gira alrededor de su eje dentro de esta órbita, y el movimiento relativo de la nave espacial y el movimiento de la superficie terrestre determinan la posición en que la nave espacial aparece en el cielo desde el suelo y qué partes de la Tierra son visibles desde la nave espacial.
Trazando una línea perpendicular a la superficie terrestre desde la posición del objeto en órbita, es posible calcular una pista de tierra que representa la proyección de la trayectoria del objeto sobre la superficie de la Tierra, y esto es útil para ayudar a visualizar la órbita.
La NASA proporciona un seguimiento en tiempo real de los más de 500 satélites artificiales mantenidos en órbita alrededor de la Tierra. Para la posición de estos satélites, vea el rastreo por satélite de la NASA.

## Maniobra orbital

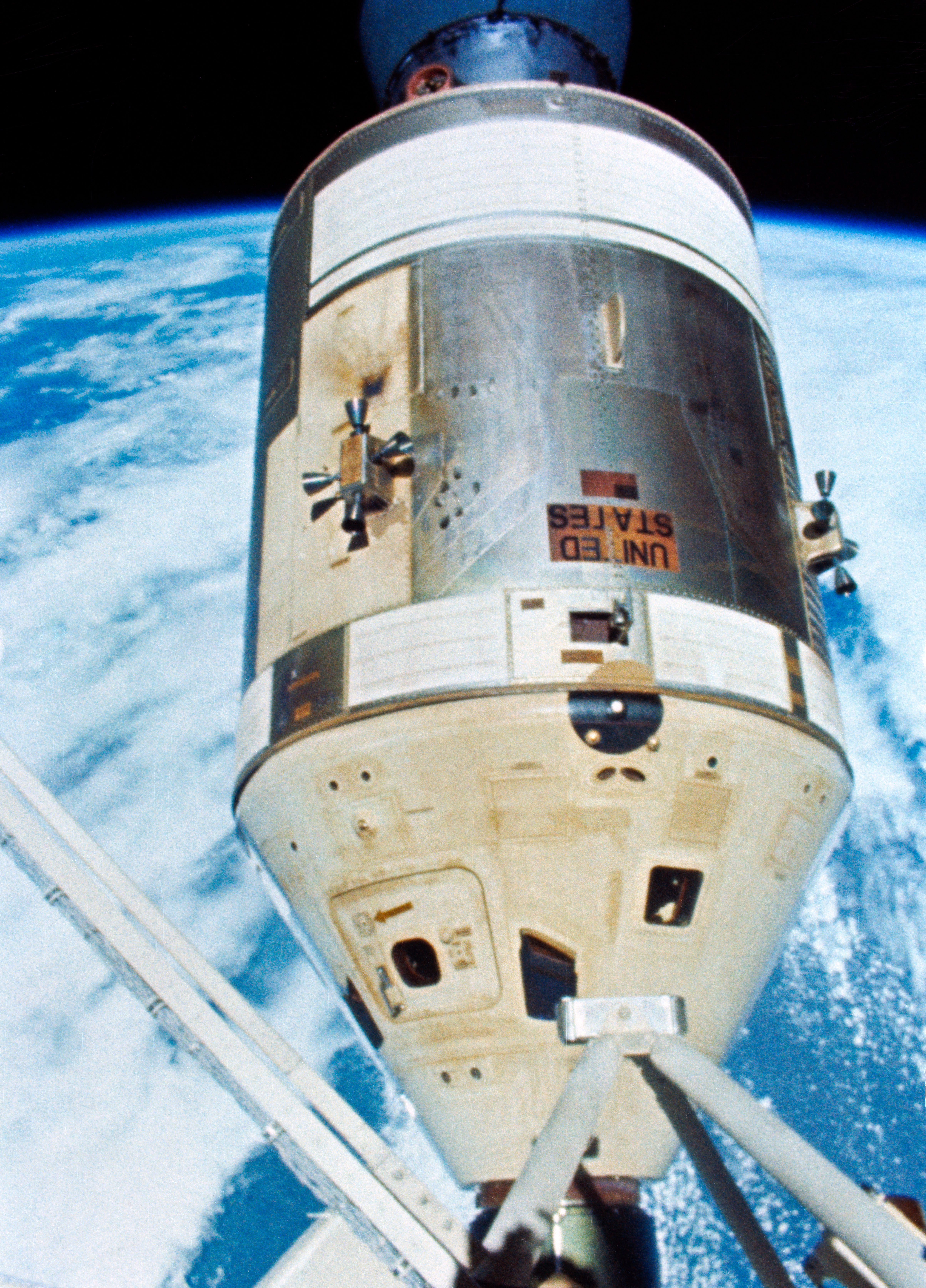
La misión de Skylab atracó a la estación espacial de Skylab

En el vuelo espacial, una maniobra orbital es el uso de sistemas de propulsión para cambiar la órbita de una nave espacial. Para las naves espaciales lejos de la Tierra -por ejemplo las que están en órbitas alrededor del Sol- una maniobra orbital se denomina maniobra de espacio profundo (DSM).

## Deorbitar y reingreso
Las naves espaciales que regresan (incluyendo todas las embarcaciones potencialmente tripuladas) deben encontrar una manera de reducir la velocidad tanto como sea posible mientras permanecen en capas atmosféricas más altas y evitar golpear el suelo (litofrenado o litobraking) o quemarse. Para muchos vuelos espaciales orbitales, la desaceleración inicial es proporcionada por el retrofuego de los motores de cohetes de la nave, perturbando la órbita (bajando el perigeo hacia abajo a la atmósfera) sobre una trayectoria suborbital. Muchas naves espaciales en órbita terrestre baja (por ejemplo, nanosatélites o naves espaciales que se han quedado sin la estación de mantenimiento de combustible o son de otra manera no funcionales) resuelven el problema de la deceleración de velocidades orbitales a través de la utilización de arrastre atmosférico (aerobraking) para proporcionar desaceleración inicial. En todos los casos, una vez que la desaceleración inicial ha reducido el perigeo orbital en la mesosfera, todas las naves espaciales pierden la mayor parte de la velocidad restante, y por lo tanto la energía cinética, a través del efecto de arrastre atmosférico del aerofrenado.
El aerobraje intencional se consigue orientando la embarcación espacial de retorno para presentar los escudos térmicos hacia adelante hacia la atmósfera para proteger contra las altas temperaturas generadas por la compresión atmosférica y la fricción causada por el paso a través de la atmósfera a velocidades hipersónicas. La energía térmica se disipa principalmente por compresión que calienta el aire en una onda de choque por delante del vehículo usando una forma de escudo térmico romo, con el objetivo de minimizar el calor que entra al vehículo.
Los vuelos espaciales suborbitales, que se encuentran a una velocidad mucho menor, no generan en ningún lugar cerca de tanto calor al volver a entrar.
Incluso si los objetos en órbita son prescindibles, la mayoría de las autoridades del espacio están presionando hacia reingresos controlados para minimizar el peligro de vidas y propiedades en el planeta.

## Historia
- Sputnik 1 fue el primer objeto creado por el hombre para lograr el vuelo espacial orbital. Fue lanzado el 4 de octubre de 1957 por la Unión Soviética.
- Vostok 1, lanzado por la Unión Soviética el 12 de abril de 1961, llevando a Yuri Gagarin, fue el primer vuelo espacial humano exitoso para alcanzar la órbita terrestre.
- Vostok 6, lanzado por la Unión Soviética el 16 de junio de 1963, llevando a Valentina Tereshkova, fue la primera mujer exitosa que realizó un vuelo espacial para alcanzar la órbita terrestre.